# Il Fiore
Il Fiore est un recueil poétique de 232 sonnets attribué à Dante Alighieri. Il s'agit d'une réécriture du Roman de la Rose.

## Datation et attribution
Il n'y a pas de datation précise pour l'œuvre, on estime qu'elle a été écrite en 1283 et 1287. 
L'œuvre étant publiée par un anonyme, elle a été attribuée à Dante Alighieri qui l'aurait probablement écrite lors de son séjour en France.

## Source
- (it) Cet article est partiellement ou en totalité issu de l’article de Wikipédia en italien intitulé « Il Fiore » (voir la liste des auteurs).